# قدرت‌الله منصوری
قدرت‌الله منصوری (زادهٔ ۱ تیر ۱۳۳۳ ایذه – درگذشته ۲۵ آذر ۱۳۹۷ مشهد) سرتیپ سپاه پاسداران انقلاب اسلامی بود، که در خلال جنگ ایران و عراق، از اعضای سپاه پاسداران بود و به‌عنوان فرمانده لشکر ۵۵ ویژه شهدا فعالیت می‌کرد. وی پس از جنگ، فرماندهی لشکر ۵ نصر، قرارگاه ثامن‌الائمه و قرارگاه قدس نیروی زمینی سپاه را برعهده داشت. منصوری در آذرماه ۱۳۹۷  درحال تنظیف سلاح شخصی، از ناحیه سر دچار سانحه شد و درگذشت.

## درگذشت
یکشنبه ۲۵ آذر۱۳۹۷ روابط عمومی نیروی زمینی سپاه در اطلاعیه‌ای اعلام کرد: قدرت‌الله منصوری، در حین بررسی و تنظیف سلاح شخصی خود، از ناحیه سر دچار سانحه شده‌است.

## حواشی
برخی از خبرگزاری‌های وابسته به سپاه پاسداران، در ابتدا دلیل فوت قدرت‌الله منصوری را سانحه خودرو و برخی نیز علت درگذشت وی را دوره طولانی بیماری اعلام کردند، اما روابط عمومی نیروی زمینی سپاه، روز یکشنبه ۲۵ آذر ۱۳۹۷، دلیل فوت او را سانحه‌ای از ناحیه سر در حین تمیزکاری سلاح اعلام کرد و برخی رسانه‌های برون مرزی نیز مرگ وی را مشکوک خواندند.